# Hypomesus
Hypomesus es un género de peces osmeriformes de la familia Osmeridae.

## Especies
Se reconocen las siguientes especies:
- Hypomesus chishimaensis
- Hypomesus japonicus
- Hypomesus nipponensis
- Hypomesus olidus
- Hypomesus pretiosus
- Hypomesus transpacificus